# 球場上的朝陽
《球場上的朝陽》，日本真人實事改編電影，描述太平洋戰爭之前，在加拿大溫哥華的日本棒球隊「溫哥華朝日」之故事。由日本電影金像獎最佳導演石井裕也執導，妻夫木聰主演。
2014年9月25日，此片在第33屆溫哥華影展首映，同年11月於台灣金馬國際影展放映，12月20日日本上映。

## 主要角色
- レジー笠原（游擊手）：妻夫木聰
- ロイ永西（投手）：龜梨和也
- ケイ北本（二壘手）：勝地涼
- トム三宅（捕手）：上地雄輔
- フランク野島（三壘手）：池松壯亮
- 笠原清二（笠原的父親）：佐藤浩市
- エミー笠原（笠原的妹妹）：高畑充希
- 笹谷トヨ子：宮崎葵
- ベティ三宅（三宅的妻子）：貫地谷栞
- 笠原的母親：石田繪里（日语：石田えり）
- 堀口虎夫（計程車司機）：中山裕介（日语：ユースケ・サンタマリア）
- トニー宍戸（朝日棒球隊教練）：鶴見辰吾
- 杉山せい（妓女）：本上真奈美（日语：本上まなみ）
- 井上安五郎：光石研
- 松田忠昭（咖啡店老闆）：田口トモロヲ
- 前原勝男（照相館老闆）：德井優（日语：徳井優）
- 河野義一（理髮廳老闆）：大鷹明良
- 三宅忠蔵（トム三宅的父親）：岩了
- 江畑善吉（加拿大日本人協會會長）：大杉漣
- ロイ永西母親：田島令子
- ジョー岡崎：藤村周平

## 拍攝花絮
- 石井裕也和妻夫木聰及池松壯亮是繼同年5月24日上映的電影《我們家》之後再次合作。[2]
- 本片為棒球題材，因此選用龜梨和也、勝地涼、上地雄輔、池松壯亮等擁有實際棒球經驗的演員。導演石井要求演員不使用替身，盡量親自上陣。[3]
- 拍攝地點包括溫哥華、栃木縣足利市，並在當地仿造呈現出當時的「溫哥華日本城」和棒球場。[4]
- 妻夫木聰表示拍攝中不慎弄傷自己的中指導致骨折，並因此電影而跟龜梨和也成為好友。[5]

## 獎項

### 獲獎
- 第33屆溫哥華影展觀眾獎[6]

### 提名
- 第57回藍絲帶獎最佳日本電影
- 第57回藍絲帶獎最佳導演：石井裕也

## 外部連結
- 《球場上的朝陽》官方網站
- 互联网电影数据库（IMDb）上《球場上的朝陽》的资料（英文）